# Diego Petriccione
Diego Petriccione (* 28. April 1867 in Neapel; † 1. April 1942 in Florenz) war ein italienischer Journalist, Kunstkritiker und Dramatiker.

## Leben
Petriccione arbeitete als Journalist und Kunstkritiker für mehrere in seiner Heimatstadt ansässige Zeitschriften, darunter dem Corriere di Napoli, Il Mattino illustrato und dem Don Marzio. Für die neapolitanische Zeitung Roma war er von 1897 bis 1928 tätig.
Parallel zu seiner journalistischen Tätigkeit schrieb Petriccione mehrere Theaterstücke im neapolitanischen Dialekt. Die dramatischen und komödiantischen Einakter wurden erfolgreich aufgeführt und sein 1931 uraufgeführte Komödie ’O quatto ’e maggio wurde nach seinem Tod von Giorgio Simonelli verfilmt.
Auch sein Sohn Federico Petriccione (1895–1970) wurde später Kritiker beim Roma.

## Werke
- Dummeneca d' 'e Ppalme (1921)
- O gallo e 'a gallina (1921)
- Pulcinella (1921)
- L'ombra (1922)
- ’A pace d’ ’a casa (1930)
- ’O quatto ’e maggio (1931)
- Caruso nell’arte e nella vita (1939)